# Custodia de Medina de Rioseco
La Custodia de la Iglesia de la Santa Cruz de Medina de Rioseco es una obra de Antonio de Arfe que se conserva en el Museo de San Francisco en Medina de Rioseco, España.
Está considerada como una de las más relevantes creaciones de la platería española. Su delicada estructura arquitectónica y exquisita ornamentación de estilo plateresco, así como el refinamiento de sus relieves y esculturas de bulto redondo, la convierten en una de las custodias más representativas del Renacimiento.
Adopta la forma de un templete de cuatro cuerpos, todos ellos de planta cuadrada. Consta de basamento decorado con relieves de pasajes bíblicos, sobre el que se eleva el primer cuerpo, que es el de mayor riqueza ornamental. Lo integran cuatro arcos de medio punto y cuatro esbeltas torrecillas salientes de tres cuerpos cada una en los ángulos. Los cuerpos inferiores de estas torrecillas cobijan figuras de los Doctores de la Iglesia. El interior de este primer cuerpo lo ocupa el grupo del Arca de la Alianza transportada a hombros por cuatro levitas, precedidos por el rey David tañendo su arpa. Por sus movidas actitudes y esbeltas proporciones se hallan dentro del estilo de la escultura manierista y evocan el nerviosismo y expresividad de la estética berruguetesca, especialmente la figura danzante del rey David. 
Más sencillo y desornamentado es el segundo cuerpo, donde se aloja el viril. Se compone de cuatro pilastras con estípites adosados, y se decora con figuras de los Evangelistas en el centro de cada lado y ángeles músicos en los ángulos. El tercer cuerpo lo integran cuatro pilastras estriadas, alojándose en su interior una imagen de la Asunción de la Virgen. El último cuerpo es un diminuto templete con columnas abalaustradas, que aloja en su interior una campana y remata con una cruz añadida posteriormente, obra del platero vallisoletano Zúñiga en el siglo XX).
En varios lugares de la custodia pueden verse las marcas del artífice: ARFE, la de Valladolid y la del contraste: Aº/GRZ (Alonso Gutiérrez el Viejo).